# 24 Horas de Lieja
Las 24 Horas de Lieja también conocida como las 24 Horas de Spa-Francorchamps es una carrera de motociclismo de resistencia que tiene lugar una vez al año en Bélgica. Esta carrera fue parte del Campeonato Mundial de Motociclismo de Resistencia hasta 2003 y regresó al campeonato en 2022. Desde 2024 se disputa en formato de 8 horas.
La inauguración del evento se realizó el 28 y 29 de agosto de 1971 en Zolder. La competición se desarrolló en dos circuitos diferentes:
- 1971-1972: Zolder
- 1973-2003, 2022-: Spa-Francorchamps

Los máximos ganadores son Christian Lavieille ganador en cuatro oportunidades y Brian Morrison ganador en tres oportunidades. 

## Ganadores
| Año                  | Piloto 1             | Piloto 2              | Piloto 3            | Moto              |
| -------------------- | -------------------- | --------------------- | ------------------- | ----------------- |
| 1971                 | Clive Brown          | Nigel Rollason        |                     | BSA               |
| 1972                 | Georges Godier       | Alain Genoud          |                     | Honda             |
| 1973                 | John Williams        | Charlie Williams      |                     | Honda             |
| 1974                 | Jean-Claude Chemarin | Gérard Debrock        |                     | Honda             |
| 1975                 | Roger Ruiz           | Christian Huguet      |                     | Japauto           |
| 1976                 | Jean-Claude Chemarin | Christian Léon        |                     | Honda             |
| 1977                 | Jacques Luc          | Pierre Soulas         |                     | Honda             |
| 1978                 | Jacques Luc          | Jack Buytaert         |                     | Honda             |
| 1979                 | Jacques Luc          | Jack Buytaert         |                     | Honda             |
| 1980                 | Marc Fontan          | Hervé Moineau         |                     | Honda             |
| 1981                 | Jacques Luc          | Pierre-Étienne Samin  |                     | Suzuki            |
| 1982                 | Jean-Claude Chemarin | Jacques Cornu         | Sergio Pelandini    | Kawasaki          |
| 1983                 | Jacques Cornu        | Thierry Espié         | Didier de Radiguès  | Kawasaki          |
| 1984                 | Gérard Coudray       | Patrick Igoa          | Alex Vieira         | Honda             |
| 1985                 | Hervé Moineau        | Richard Hubin         | Jean-Pierre Oudin   | Suzuki            |
| 1986                 | Gérard Coudray       | Patrick Igoa          | Alex Vieira         | Honda             |
| 1987                 | Richard Hubin        | Michel Siméon         | Michel Simul        | Suzuki            |
| 1988                 | Hervé Moineau        | Bruno Le Bihan        | Thierry Crine       | Suzuki            |
| 1989                 | Alex Vieira          | Stéphane Mertens      | Roger Burnett       | Suzuki            |
| 1990                 | Carrera cancelada    | Carrera cancelada     | Carrera cancelada   | Carrera cancelada |
| 1991                 | Stéphane Mertens     | Dominique Sarron      | Christian Lavieille | Suzuki            |
| 1992                 | Terry Rymer          | Carl Fogarty          | Jehan d'Orgeix      | Kawasaki          |
| 1993                 | Steve Manley         | Simon Buckmaster      | Doug Toland         | Kawasaki          |
| 1994                 | Adrien Morillas      | Jean-Louis Battistini | Denis Bonoris       | Kawasaki          |
| 1995                 | Jean-Michel Mattioli | Stéphane Mertens      | Michel Siméon       | Honda             |
| 1996                 | Piergiorgio Bontempi | Stéphane Coutelle     | Brian Morrison      | Kawasaki          |
| 1997                 | Juan-Eric Gomez      | Doug Polen            | Peter Goddard       | Suzuki            |
| 1998                 | Christian Lavieille  | Doug Polen            | William Costes      | Honda             |
| 1999                 | Telmo Pereira        | Michel Graziano       | Bruno Bonhuil       | Suzuki            |
| 2000                 | Jean-Marc Delétang   | Fabien Foret          | Mark Willis         | Yamaha            |
| 2001                 | Christian Lavieille  | Brian Morrison        | Laurent Brian       | Suzuki            |
| 2002                 | Christian Lavieille  | Brian Morrison        | Laurent Brian       | Suzuki            |
| 2003                 | Olivier Four         | Sébastien Gimbert     | Nicolas Dussauge    | Suzuki            |
| Carrera no celebrada |                      |                       |                     |                   |
| 2022                 | Markus Reiterberger  | Illia Mykhalchyk      | Jeremy Guarnoni     | BMW               |
| 2023                 | Niccolò Canepa       | Marvin Fritz          | Karel Hanika        | Yamaha            |
| 2024                 | Niccolò Canepa       | Marvin Fritz          | Karel Hanika        | Yamaha            |

## Fallecimientos
Esta competición tuvo que llorar cinco muertes durante su existencia:
- 1972 (Zolder)
  -  Claude Romain
- 1985 (Spa-Francorchamps)
  -  Jean-Pierre Haemisch
  -  Harald Layher
- En 1996, el evento también se entristeció por la muerte del británico Lee Pullan del Team Phase One y de un comisario de pista.